# Raymond Turpin
Pour les articles homonymes, voir Turpin.
Raymond Alexandre Turpin, né le 5 novembre 1895 à Pontoise et décédé le 24 mai 1988 à Paris, est un pédiatre et généticien français. Il est un des principaux acteurs de la découverte, en 1959, du chromosome surnuméraire responsable de la trisomie 21 (ou syndrome de Down), en collaboration avec Marthe Gautier et Jérôme Lejeune.
Qualifié de « pédiatre eugéniste », il a été un membre actif de la Société française d'eugénique, et a soutenu des mesures visant à « réduire le nombre de nouveau-nés que la société juge indésirables ».

## Premières années de médecine
Raymond Turpin est admis à la Faculté de médecine de Paris en 1914. En 1915, il est mobilisé comme médecin auxiliaire, et rejoint Verdun. Trois ans plus tard, il est gravement intoxiqué par le gaz de combat. Il recevra ultérieurement la Croix de guerre 1914-1918. Après la fin de cette guerre, il reprend ses études de médecine. Il est nommé interne des hôpitaux de Paris en 1921. Dans le cadre de l'Institut Pasteur, il participe avec Albert Calmette et Benjamin Weill-Hallé aux premiers essais de vaccination par le BCG, destiné à prévenir la tuberculose. Il poursuivra cette collaboration jusqu'en 1933.
Dans le hall principal de la faculté de médecine des Saints-Pères à Paris, site de l'ancien hôpital de la Charité détruit en 1935, une plaque commémore ainsi les débuts de la vaccination par le BCG :

« LA VACCINATION HUMAINE CONTRE LA TUBERCULOSE PAR LE VACCIN BCG DE CALMETTE ET GUÉRIN FUT APPLIQUÉE POUR LA PREMIERE FOIS EN 1921 PAR BENJAMIN WEILL-HALLÉ ET RAYMOND TURPIN A L’HOPITAL DE LA CHARITÉ QUI S’ÉLEVAIT ICI. »

Par ailleurs, il mène des travaux en anatomie pathologique, ainsi qu'en pédiatrie, sur la tétanie de l'enfant. En 1929, ce dernier sujet sera le thème de sa thèse de médecine pour laquelle il obtient le prix de thèse de la faculté de médecine. Dans ce travail, il met en évidence un signe spécifique électromyographique de tétanie : le doublet répétitif. Après avoir été nommé chef de laboratoire, puis chef de clinique, il est nommé médecin des hôpitaux de Paris en 1929.

### Adhésion à la société française d'eugénique (SFE)
Turpin devient, vers la fin des années 1930, l'un des membres actifs de la Société française d'eugénique (SFE). En 1937, il participe au premier congrès latin d'eugénique, tenu à Paris. Ce congrès réunit des pays dits de « culture latine » qui se retrouvent sur le concept romain antique de « famille nombreuse et en bonne santé ». À ce congrès, Turpin présente ses recherches sur le mongolisme et ses travaux sur l'âge des parents et les caractéristiques de leur progéniture selon le nombre d'enfants et le rang de naissance.
Pour lui, « tous les phénomènes d’hérédité relèvent des théories de Mendel et Morgan et des mutations de la substance chromosomique ». L'historien des sciences et directeur de recherches au CNRS Jean-Paul Gaudillière ajoute que les parcours d'Eugène Apert et de Raymond Turpin amènent à penser « qu’il est historiquement plus juste de relativiser la coupure de la Seconde Guerre mondiale et les conséquences de la critique de l’eugénisme nazi pour considérer, qu’en France, les années 1930-1960 constituent une seule période caractérisée par l’émergence d’une médecine de l’hérédité en prise sur une pédiatrie « nataliste » privilégiant le complexe mère-enfant ».

## Recherches sur le mongolisme
À partir de 1931, Turpin entreprend avec son équipe des recherches sur ce qu'on appelait alors le « mongolisme ». Il étudie la présentation clinique de la maladie chez les sujets atteints mais aussi parmi leurs ascendants, descendants et collatéraux. En 1937, il écrit : « L'hypothèse d'un mongolisme solidaire d'une anomalie chromosomique paraît acceptable (...) à l'exemple de la mutation Bar, due à une anomalie chromosomique chez la (mouche) drosophile. » Cette hypothèse rencontre alors peu d'écho. En 1947, Turpin fonde la Société française de génétique, dont il devient président en 1954.
En 1949, Turpin est nommé professeur de thérapeutique et chef de service à l’hôpital Trousseau. En 1952, Jérôme Lejeune entre dans son service à Trousseau. Turpin lui confie la consultation des personnes qu’on appelle « mongoliens », et ils travaillent ensemble à la recherche sur le mongolisme.
Il faut attendre 1956 pour que plusieurs équipes établissent que le nombre de chromosomes humains est constamment de 46, et qu'il devienne possible de les dénombrer par des techniques de laboratoire. En rentrant du premier Congrès International de Génétique Humaine de Copenhague en août 1956, Turpin confirme à ses équipes la découverte des 46 chromosomes humains par Joe Hin Tjio, chercheur à l'institut de génétique de l'université de Lund en Suède. Il émet alors l'idée d'effectuer des cultures cellulaires pour compter le nombre de chromosomes chez les personnes trisomiques. En septembre 1956, Marthe Gautier, qui revient des États-Unis après une formation en cardio-pédiatrie et une expérience de la culture cellulaire, arrive à l'hôpital Trousseau dans le service de Turpin où un poste de chercheur est disponible. Elle se met au travail et constitue en France le premier laboratoire de culture cellulaire in vitro. Ce sera le domaine de la cytogénétique.

## Du mongolisme à la trisomie 21
En 1956, Turpin, chef de service à l'hôpital Trousseau, confie à Marthe Gautier la responsabilité de développer des cultures cellulaires pour comprendre la genèse du « mongolisme », en étudiant le caryotype normal, puis le caryotype d'enfants mongoliens. Marthe Gautier et son nouveau laboratoire mettent en évidence en mai 1958 le fait que ces enfants possèdent 47 chromosomes, un petit chromosome apparaissant en trois exemplaires, au lieu de deux (disomie). Un autre de ses collaborateurs, Jérôme Lejeune, qui comprend l'intérêt de la découverte, se fait confier les préparations pour en faire réaliser des photos. Il annonce la découverte de la trisomie 21 et du syndrome de Down à un séminaire de génétique de l'université McGill, Canada, en octobre, sans mentionner les noms de Turpin et de Gauthier. Cette découverte est publiée en janvier 1959 dans les Comptes rendus de l'Académie des sciences. Ce chromosome sera désigné, à partir de 1960, sous le terme de chromosome 21 et le « mongolisme » prendra le nom de trisomie 21.
L'équipe française a une avance de quelques jours seulement sur les anglo-saxons pour la découverte des anomalies chromosomiques humaines. La mise en évidence d'une seconde variété d'anomalie chromosomique humaine de nombre intervint très vite : Patricia Jacobs et John Strong publient un cas d'intersexuation XXY le 31 janvier 1959, six mois après l'annonce orale de la trisomie mongolienne, et quelques jours après la note à l'Académie des Sciences, à Paris.
En Angleterre, aux États-Unis, la trisomie mongolienne est confirmée. Le 4 avril 1959, dans The Lancet, Charles Edmund Ford et al. avaient publié la description d'un cas présentant à la fois des signes de mongolisme et du syndrome de Turner. Ils décrivent un caryotype comportant deux chromosomes surnuméraires: un chromosome X et un petit chromosome. Dans la même livraison du Lancet, Patricia Jacobs confirmait, par une étude sur six mongoliens, l'existence dans leur caryotype d'un chromosome surnuméraire. Les auteurs de ces deux articles citent dans leur bibliographie les résultats publiés de Jérôme Lejeune, Marthe Gautier et Raymond Turpin, reconnaissant ainsi leur antériorité.
Après avoir mis en évidence cette anomalie du nombre de chromosomes, Turpin découvre en 1959 la première anomalie chromosomique structurale par translocation. Les deux principaux types d'anomalies chromosomiques sont découverts.

## Nominations
Turpin est nommé professeur à la faculté de médecine de Paris, d'abord en thérapeutique (1947-1956), puis en hygiène et clinique de la première enfance. Il est élu président de la Société française de pédiatrie en 1960, et participe à la création de la  première chaire de génétique fondamentale en 1965 qui sera confiée à Jérôme Lejeune. En 1965, Turpin est élu membre de l'Académie des Sciences. Il part à la retraite en 1968, et Jérôme Lejeune lui succède comme directeur exécutif de l’institut de progénèse.
Il est également élu membre de l'Académie nationale de médecine et de l'Académie nationale de pharmacie.

## Opinions eugénistes
Les institutions formelles de l'eugénisme français cessent d'exister en 1941, mais la nécessité d'un programme eugénique persiste, notamment chez les médecins généticiens, dont l'un des auteurs les plus prolifiques sous le régime de Vichy est Raymond Turpin.
L'éthicien Gwen Terrenoire décrit Raymond Turpin comme un « pédiatre eugéniste ». Turpin définit lui-même l'eugénisme comme une science permettant de « préconise[r] les mesures capables de réduire le nombre de nouveau-nés que la société juge indésirables »
. Ses premiers écrits relatifs à la place de l’hérédité dans les processus morbides s'inscrivent dans le cadre de sa pensée eugéniste. En 1941, dans son article « Eugénisme et guerre » publié dans Le Bulletin médical, il demande des mesures prophylactiques très contraignantes en pédiatrie : 
« [...] une prophylaxie obligatoire s’impose, fondée sur l’étude des maladies héréditaires et congénitales. Est-il sage, d’un point de vue social, d’encourager par des avantages matériels la naissance d’enfants tarés qui seront à la charge de la communauté ? ». C'est dans ce cadre qu'il initie dans son service une enquête sur les « mongoliens », sous l'angle de la prédisposition génétique.
De la première guerre mondiale, il conclut que le service militaire retarde le mariage sans réduire le taux de natalité ; mais en temps de guerre, il a aussi comme résultat d'augmenter la proportion d'indésirables, rejetés comme inaptes au service, et de ce fait libres de se marier et de procréer plus vite.
Dans un rapport au Comité national de l'enfance en juin 1941, il plaide pour un examen médical prénuptial des futurs époux.
Sa pensée a joué un rôle important dans la continuité entre l'idéologie eugéniste des années 1930 en France, et le développement de la génétique médicale dans les années 1950,. D'après l'historien des sciences Jean-Paul Gaudillière :

« La lignée d'héréditarisme pédiatrique dans laquelle s’inscrit Turpin déboucha donc, après guerre, sur un mode de liaison entre génétique, santé publique et intervention médicale qui n’était plus la grande synthèse hygiénico-eugéniste mais qui n’était pas non plus cette génétique médicale émergeant des ruines de l’eugénisme américain. »

En dépit de ses textes eugéniques sous le régime de Vichy, Raymond Turpin a pu parvenir au faîte de sa carrière après la guerre. Ceci parce qu'il a su éviter les aspects racialistes de l'eugénisme et des mesures telles que la stérilisation contrainte, à la différence d'un René Martial (1873-1955). De ce fait, la plupart des « eugénistes latins » d'avant-guerre ont pu préserver leur réputation en n'étant pas associés à la Shoah, ce qui les a aidés à reconstruire leur carrière scientifique après la guerre.
D'après Alain Giami, Turpin conserve ses opinions eugénistes après la Seconde Guerre mondiale, mais ses écrits n'abordent alors plus les questions démographiques ni les stérilisations forcées. Son manuel Hérédité des prédispositions morbides, publié en 1951, constitue selon Gaudillière un « travail de mise à jour de l’héritage [eugéniste] des années trente ». En 1963, d'après les comptes rendus de l'Académie des sciences, il a « dès le début de ses recherches pressenti l'importance des problèmes moraux qui allaient se poser, et en particulier du côté de l'eugénisme ».

## Décorations
- Commandeur de la Légion d'honneur Il est nommé Commandeur de la Légion d'Honneur[19].
- Croix de guerre 1914–1918 Turpin est décoré de la Croix de guerre 14-18.